# Окава, Коя
Коя Окава (яп. 大川 航矢 О:кава Ко:я, род. 19 апреля 1992, Аомори, Япония) — японский артист балета, учившийся и работающий в России. Победитель нескольких балетных конкурсов, обладатель I премии и специального приза Международного конкурса артистов балета им. Екатерины Максимовой «Арабеск-2012» и I премии и золотой медали XIII Международного конкурса артистов балета и хореографов в Москве (2017).

## Биография
Коя Окава родился в городе Аомори в Японии. В возрасте 2 лет начал занятия балетом в Akane ballet school. В 2007 году стал студентом Московской государственной академии хореографии. Во время учёбы участвовал в нескольких балетных конкурсах, в том числе, в XII Международном конкурсе артистов балета и хореографов в Москве, где стал обладателем III премии среди юниоров (2009 год). Выпустился в 2011 году по классу педагога Андрея Смирнова. После окончания учёбы вместе с партнёршей, балериной Мидори Тэрада был принят в балетную труппу Одесского национального театра оперы и балета (Украина). Был солистом этой труппы в 2011—2013 годах.
В 2012 году стал победителем Международного конкурса артистов балета им. Екатерины Максимовой «Арабеск»; его дуэт с балериной Мидори Тэрада был отмечен специальным призом Екатерины Максимовой и Владимира Васильева.
В сентябре 2014 года стал солистом Татарского академического театра оперы и балета им. М. Джалиля. В 2016 году, представляя этот театр, вместе с Мидори Тэрадой участвовал в телевизионном шоу телеканала «Культура» «Большой балет. Новый сезон». Позже стал солистом Новосибирского театра оперы и балета.
В 2017 году участвовал в XIII Международном конкурсе артистов балета и хореографов в Москве, где стал обладателем I премии и золотой медали.
С 5 августа 2020 года женат на балерине Мидори Тэраде. В декабре 2022 года у пары родилась дочь.

## Репертуар
Коя Окава исполнял партии в балетах «Баядерка», «Корсар», «Шурале», «Dona nobis pacem». Также в его репертуаре партия Шута в «Лебедином Озере», Голубой птицы в «Спящей красавице», Птицы Рух в «Тысяче и одной ночи», Китайский танец и Французский танец в «Щелкунчике», Актеон в «Эсмеральде», Колен в «Тщетной предосторожности», па-де-де I акта в балете «Жизель» и па-де-де из балета «Пламя Парижа».

## Награды
- 2008 — I премия Международного конкурса артистов балета в Казахстане.
- 2009 — III премия XII Международного конкурса артистов балета в Москве (младшая группа).
- 2010 — III премия международного конкурса артистов балета «Молодой балет мира», Сочи.
- 2012 — I премия и специальный приз Екатерины Максимовой и Владимира Васильева (совместно с Мидори Тэрада) Международного конкурса артистов балета им. Екатерины Максимовой «Арабеск-2012», Пермь.
- 2012 — I премия Международного конкурса артистов балета «Молодой балет мира», Сочи.
- 2016 — I премия Международного конкурса балета «Гран-При Сибири», Красноярск.
- 2017 — I премия и золотая медаль XIII Международного конкурса артистов балета в Москве.